# Bævresvamp-familien
Bævresvamp-familien (Tremellaceae) er en lille familie med to slægter, hvoraf kun den ene er betydningsfuld i Danmark. Det er primitive basidiesvampe med en gærfase og med en parasitisk levevis, bl.a. på andre svampe.